# Martin Kitchen
Martin Kitchen (21 de diciembre de 1936, Nottingham, Inglaterra) es un historiador británico-canadiense, especializado en historia europea contemporánea, con especial atención a Alemania. En 1966 comenzó su carrera docente en la Universidad Simon Fraser de Canadá como profesor asistente, hoy reviste la categoría de Profesor Emérito de Historia. Kitchen también impartió clases de historia en el Grupo Cambridge de Estudios de Población, perteneciente a la Universidad de Cambridge.
La formación académica de Kitchen fue realizada en el Magdalen College de la Universidad de Oxford y en la Escuela de Estudios Eslavos y del Este europeo perteneciente a la Universidad de Londres. A lo largo de su carrera, Kitchen también ha contribuido en trabajo editorial para publicaciones periódicas internacionales como la International History Review, el Canadian Journal of History / Annales canadiennes d'histoire y para la revista International Affairs. La obra de Martin Kitchen ha sido traducida al alemán, polaco, portugués, español, coreano y chino. Su trabajo es internacionalmente reconocido como una pieza de importancia para el estudio de la historia contemporánea mundial.

## Premios y participación en instituciones de investigación
Martin Kitchen es miembro de la Royal Society of Canada y de la Royal Historical Society de Inglaterra. En 1978 fue galardonado con el premio Moncado de la Academia Militar de los Estados Unidos, mientras que en el período 1983-1984 recibió la mención de Profesor investigador de la Universidad  Simon Fraser University .

## Obra
La obra de Martin Kitchen, comenzada en 1968, incluye más de veinte libros y más de medio centenar de artículos y capítulos de libros. Entre su obra en inglés cabe mencionar:
- The Dominici Affair: Murder and Mystery in Provence (Lincoln, Nebraska: Potomac Books, 2017)
- Speer: Hitler's Architect, Description & Contents.  (New Haven and London: Yale University Press, 2015)
- A History of Modern Germany: 1800 to the Present (2nd Edition), Wiley-Blackwell, 2011, ISBN 978-0-470-65581-8
- Rommel's Desert War: Waging World War II in North Africa, 1941–1943 (Cambridge: Cambridge University Press, 2009)
- The Third Reich: Charisma and Community (London: Longman, 2007)
- A History of Modern Germany, 1800–2000 (Oxford: Blackwell, 2006)
- Europe Between the Wars, 2nd extended edition (London: Longman, 2006). Traducción en español de Alianza Editorial.
- Nazi Germany: A Critical Introduction (Stroud: Tempus Publishing, 2004)
- The German Offensives of 1918 (Stroud, Tempus, 2001)
- Kaspar Hauser: Europe’s Child (London and New York: Palgrave, 2001)
- The Cambridge Illustrated History of Germany (Cambridge: Cambridge University Press, 1996)
- The British Empire and Commonwealth: A Short History (London: Macmillan, 1996)
- Nazi Germany at War (London: Longmans, 1994)
- Empire and After: A Short History of the British Empire and the Commonwealth (Vancouver: Simon Fraser University, 1994)
- A World in Flames: A Concise History of the Second World War in Europe and Asia (London: Longmans, 1990)
- Europe Between the Wars (London: Longmans, 1988)
- The Origins of the Cold War in Comparative Perspective (with Lawrence Aronsen), (London: Macmillan; New York: St. Martin's Press, 1988)
- British Policy Towards the Soviet Union, 1939–1945 (London: Macmillan; New York: St. Martin's, 1986)
- Germany in the Age of Total War (with Volker R. Berghahn), (London: Croom Helm; Totowa, NJ: Barnes & Noble, 1981)
- The Coming of Austrian Fascism (London: Croom Helm; Montreal: McGill-Queen's University Press, 1980)
- The Political Economy of Germany, 1815–1914 (London: Croom Helm; Montreal: McGill-Queen's University Press, 1978)
- Fascism (London: Macmillan, 1976)
- The Silent Dictatorship: The Politics of the German High Command, 1916–1918 (London: Croom Helm, 1976, ISBN 0-85664-301-7)
- A Military History of Germany: From the Eighteenth Century to the Present Day (London: Weidenfeld & Nicolson, 1975)
- The German Officer Corps, 1890–1914 (Oxford: Clarendon Press, 1968)